# Robotics and Autonomous Systems
Robotics and Autonomous Systems is een internationaal, aan collegiale toetsing onderworpen wetenschappelijk tijdschrift op het gebied van de robotica. De naam wordt in literatuurverwijzingen meestal afgekort tot Robot. Autonom. Syst. Het wordt uitgegeven door Elsevier en verschijnt 4 keer per jaar.